# Eineckerholsen
Eineckerholsen ist ein Ortsteil der Gemeinde Welver im Kreis Soest in Nordrhein-Westfalen. Der Ort liegt 5 km südöstlich des Kernortes Welver und 1 km südöstlich von Einecke. Die Kreisstraße K 12 führt durch den Ort, nördlich verläuft die Landesstraße L 747.

## Name und Ersterwähnung
Der Ort wird 1298 als Holthausen („decimam suam sitam Endike et Holthesen“) und um 1338 als Einecker Holthausen in der Pfarrei Schwefe („Endiker Holthusen in parochia Sueve“) erwähnt. Der Ortsname bedeutet also etwa Häuser am Wald bei Einecke.

## Sehenswürdigkeiten
In der Liste der Baudenkmäler in Welver ist für Eineckerholsen ein Speicher (Auf der Hofestatt 4; Denkmalnummer 19) als Baudenkmal aufgeführt.

## Persönlichkeiten
- Anna Witthovedes (* in Eineckerholsen; † 10. Juli 1585 in Soest), Opfer der Hexenverfolgungen des Rates der Stadt Soest